# Ник Картър
Николас Джин Картър (на английски: Nickolas Gene „Nick“ Carter) е американски певец, музикант и актьор, член на момчешката група „Бекстрийт Бойс“.

## Биография
Роден е на 28 януари 1980 г. в Джонстоун, Ню Йорк, САЩ. След няколко години в Джонстоун, семейството на Ник се премества в Рискин, Флорида. Ник е най-голямото дете в семейството. В началото на 90-те години, Картър се е явява на множество прослушвания, участва в реклами. В юношеските си години, Ник е изпълнявал кавър версии на известни песни. Част от тези изпълнения са били включени, в соловия албум на Ник, носещ името Before The Backstreet Boys (1989-1993).
През май 1992 г. Ник разбира от местен вестник, за прослушвания на талантливи младежи, на възраст от 12 до 18 години, за участие в нова вокална група. Ник, заедно с Ей Джей Маклийн и Хауи Дъроу са първите членове на новата група Backstreet Boys. По-късно към групата се присъединяват Кевин Ричардсън и Брайън Литръл. В този състав, групата пее и до днешни дни. В началото на съществуването си, групата не е била никак популярна в Щатите. Но в Европа, Бекстрийт Бойс спечелват много фенове, за изключително кратко време. Групата има продадени над 130 милиона записа по целия свят. През 2000 г. Ник Картър влиза в списъка на 50-те най-красиви хора в целия свят, според списание Пийпъл. През 2002 г. според списание Космо Гърл, Картър е най-сексуалния мъж на планетата. През юли 2008 г. на Картър е поставена диагнозата кардиомиопатия. В интервю за списание Пийпъл, Картър заявява, че здравословните му проблеми, са причинени от алкохолната и наркотичната зависимост.
На Ник Картър се приписват връзки с много дами от бизнеса. Примери са: Уила Форд, Парис Хилтън, Делин Кертис. На 12 април 2014 г. Картър сключва брак с актрисата и фитнес инструкторка Лорън Кит. На 19 април 2016 г. се ражда синът им Один Рейн Картър.
Има издадени 4 самостоятелни албума, последния датира от 2015 г.